# A Compilation of Warped Music II
A Compilation Of Warped Music II es el cuarto recopilatorio de las mejores actuaciones del Vans Warped Tour de 1999. Side One Dummy vuelve a firmar la distribución del álbum. El CD incluye imágenes y videos de skate, motocross y BMX del festival.

## Listado de canciones
1. H2O - "Old Skool Recess" - 1:07
2. Dropkick Murphys - "Going Strong" - 3:07
3. Suicidal Tendencies - "We Are Family" - 2:55
4. Pennywise - "Just for You" - 2:28
5. 98 Mute - "Perfect Sense" - 2:38
6. MxPx - "Party, My House, Be There" (live) - 2:18
7. 22 Jacks - "Somewhere in Between" - 2:33
8. Less Than Jake - "Losing Streak" - 1:55
9. Deviates - "One Day" - 2:06
10. 7 Seconds - "Here We Go Again Kids" - 2:54
11. Good Riddance - "Shadow of Defeat" - 2:14
12. Sick of It All - "Guilty" - 1:33
13. Unwritten Law - "Lonesome" - 3:25
14. Riverfenix - "Speechless" - 4:13
15. Clowns for Progress - "Go Ask Charley!" - 4:16
16. Molotov - "Gimme tha Power" - 4:11
17. Voodoo Glow Skulls - "Symptomatic" - 2:57
18. Amazing Crowns - "Invitation to Alienation" - 2:31
19. The Aquabats - "Why Rock" - 4:57
20. Mustard Plug - "Throw a Bomb" - 2:27
21. Assorted Jellybeans - "www.II.Booshduck;do;dis.A.J.B..com" - 3:32
22. Frenzal Rhomb - "Never Had So Much Fun" - 2:00
23. Blink-182 - "Apple Shampoo" (live) - 2:54

- Datos: Q3602403